# Gabriel Syveton
Gabriel Syveton, né le 21 février 1864 à Boën et mort le 8 décembre 1904 à Neuilly, est un homme politique et historien français. 
Il fait partie des fondateurs de la Ligue de la patrie française, une association politique antidreyfusarde influente, dont il devient le trésorier. Élu député aux élections législatives de 1902, il siège dans le groupe républicain nationaliste. Le 4 novembre 1904, quelques jours après la révélation de l'affaire des fiches par son ami Jean Guyot de Villeneuve, il gifle Louis André, ministre de la Guerre du cabinet Combes, au cours d'une séance restée célèbre. 
Le 8 décembre 1904, la veille de son procès devant la Cour d'assises de la Seine, il est retrouvé asphyxié dans son cabinet de travail. Cette mort, qualifiée de « mystérieuse », défraie la chronique, la police concluant au suicide, tandis que les nationalistes dénoncent un assassinat politique ou s'insurgent des pressions morales qui auraient pu être exercées sur le député.

## Biographie

### Études et carrière universitaire
Gabriel Syveton est le fils de Jean-Claude (dit Claudius) Syveton — notaire, receveur des hôpitaux de Saint-Étienne et maire de Boën — et de Marie Adrienne Sophie Ruffieux.
Il étudie à la pension Faure à Saint-Étienne, puis à Lyon, et enfin à Paris, où il est le condisciple de Léon Daudet en rhétorique. Il obtient une licence ès lettres de la faculté de Lyon, puis passe l'agrégation d'histoire en 1888. Il soutient également une thèse pour son doctorat ès lettres. 
De 1888 à 1891, il est professeur d'histoire aux lycées d'Aix-en-Provence. De 1892 à 1894, il est chargé d'une mission d'études en Autriche-Hongrie par le ministère de l'Instruction publique et Beaux-Arts. Il retrouve ensuite son emploi de professeur à Laon (1894-1895), à Arras (1895), à Angoulême (1896) et enfin à Reims (1896-1898). Le 11 mars 1896, il épouse Maria Ruysens, veuve de Bruyn et fille de l'industriel Gustave-Emmanuel Ruysens.
Au cours de sa carrière universitaire, il publie plusieurs ouvrages historiques sur Louis XIV, Charles XII et Élisabeth d'Autriche. En 1900, il reçoit le prix Thérouanne de l'Académie française (assorti d'une somme de 500 francs) pour son ouvrage Au camp d’Altrandstadt.

### Engagement nationaliste

#### Dirigeant de la Ligue de la patrie française

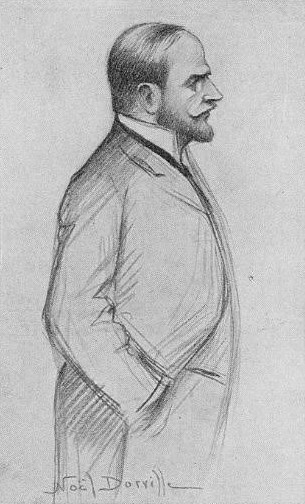
Gabriel Syveton portraituré par Noël Dorville (dessin publié dans le magazine The Graphic en 1904).

En 1898, en pleine affaire Dreyfus, Gabriel Syveton demande à être mis en disponibilité pour s'impliquer dans le combat politique. Se rangeant du côté des nationalistes et des antidreyfusards, il fonde, notamment avec Jules Lemaître et François Coppée, la Ligue de la patrie française. Gabriel Syveton en assure les fonctions de trésorier et devient ainsi bailleur de fonds de l'intégralité du mouvement nationaliste,.  
À la suite de cette initiative, sa hiérarchie le met en demeure de reprendre ses fonctions de professeur, ce qu'il refuse de faire. Le 18 juillet 1889, il est traduit devant le Conseil académique de Paris, devant lequel il s'insurge de la manière dont il est traité ; il prononce également un plaidoyer en faveur du nationalisme dans l'Instruction publique, discours que la Ligue de la patrie française publie sous le titre L'Université et la Nation et diffuse comme brochure de propagande. Il reçoit alors un blâme et est suspendu de ses fonctions pour un an. Il reçoit alors une lettre de soutien du capitaine Guyot de Villeneuve, avec qui il devient ami et qu'il côtoiera plus tard à la Chambre des députés. Au cours de sa période de suspension, il se voit enjoindre d'accepter un poste à Nîmes, puis à Saint-Étienne, deux propositions qu'il décline, ce qui lui vaut d'être définitivement révoqué de ses fonctions universitaires,. 
À partir de 1900, ses responsabilités au sein de la Ligue l'amènent à gérer la revue littéraire et politique Annales de la patrie française ; son influence politique le fait également introduire dans la haute société, où il fréquente notamment le salon de la princesse Mathilde Bonaparte.  
Durant la campagne des élections municipales de 1904, répondant à un appel à l'unité entre nationalistes et antisémites de Gaston Méry fait au Cirque d'Hiver devant 5 000 membres de la Ligue des patriotes et de la Ligue de la patrie française, Gabriel Syveton donne des consignes strictes pour que la Ligue de la patrie française rompe ses liens avec Édouard Drumont et sa Fédération nationale antijuive, persuadé que ces contacts nuisent à la Ligue. Plus généralement, convaincu que l'antisémitisme est dommageable au mouvement nationaliste, il demande à tous les candidats soutenus par la Ligue d'éviter de mentionner les Juifs durant leur campagne et de renoncer à utiliser le slogan « À bas les Juifs ! » dans leurs rassemblements.
En octobre 1904, découragé par les résultats décevants de la Ligue aux élections ainsi que par la perte de capitaux et de militants au profit des catholiques ralliés de l'Action libérale populaire, Jules Lemaître démissionne de la présidence de la Ligue, laissant Gabriel Syveton diriger seul la Ligue. Cette décision s'explique également par la proximité croissante de Lemaître avec les royalistes de l'Action française et par sa mésentente avec Syveton,.

#### Député de laVIIIelégislature
Candidat nationaliste dans le 2e arrondissement de Paris lors des élections législatives de 1902, Gabriel Syveton est élu au premier tour, le 27 avril, face au député sortant Gustave Mesureur — président du Parti radical —, à 7 394 voix contre 5 631 (sur 13 656 votants). À la Chambre des députés, il participe activement à la création du groupe républicain nationaliste, dont il est nommé secrétaire, et qui est dirigé successivement par Godefroy Cavaignac et Albert Gauthier de Clagny.
Le 6 décembre 1902, lors de la discussion sur l'interpellation du garde des Sceaux, Ernest Vallé, par Gauthier de Clagny, à l'occasion de l'affaire Humbert, l'opposition nationaliste accuse le gouvernement d'avoir fait preuve de complaisance en laissant l'ex-député Frédéric Humbert échapper à la justice française. Vallé, à la tribune, affirme qu'Humbert était un député boulangiste — ce qui est faux, puisqu’il siégeait au sein de la Gauche radicale et avait voté pour la condamnation du général Boulanger — afin d'écarter les soupçons de corruption qui pèsent sur lui et jeter l’opprobre sur les nationalistes. Interrompu à de multiples reprises, il est notamment invectivé par Paul Coutant et Gabriel Syveton, qui l'accusent de « mensonge ». Sur proposition du président de la Chambre, Henri Brisson, le Bloc des gauches vote la censure avec exclusion temporaire des deux députés. Sous la pression des nationalistes, Vallé n'en est pas moins forcé de demander l'extradition du couple Humbert à l'Espagne ; ils sont finalement arrêtés le 21 décembre 1902 à Madrid et ramenés en France.
Sur les instances de Gauthier de Clagny, l'exclusion temporaire est levée le 29 janvier 1903. Aussi, lorsque le budget de l'Instruction publique est discuté à la Chambre, le 5 février 1903, Gabriel Syveton peut intervenir et dénoncer le « péril primaire » ainsi que les immixtions du pouvoir politique dans l'éducation : pour lui, l'instituteur doit être « soustrait à la tyrannie du politicien local et rendu au recteur ». Le 8 mars 1903, il défend les congrégations catholiques en cours d'expulsion par le cabinet Combes et se montre « parmi les adversaires les plus déterminés du régime de compression jacobine ».
Gabriel Syveton ayant utilisé lors des législatives de 1902 une affiche électorale où il accusait le gouvernement Waldeck-Rousseau d'être le « ministère de l'étranger » (et par ricochet, son adversaire d'être le « candidat de l'étranger ») — les nationalistes dénoncent les soutiens allemands à la campagne dreyfusarde —, une commission parlementaire examine la validité de l'élection du député. La commission ayant conclu à la validité des opérations électorales, un vif débat a lieu à la Chambre les 6 et 7 avril 1903. Le dirigeant socialiste Jean Jaurès pèse de tout son poids et le Bloc annule l'élection de Syveton,. Mesureur ne se représentant pas, c'est le franc-maçon Lucien Le Foyer qui tente de ravir son siège à Syveton. Au cours de la campagne électorale, une rixe oppose les deux hommes, poussant Maurice Barrès à déclarer : « La boxe est l'unique art indispensable en démocratie ! ». Finalement, le 21 juin 1903, les électeurs de la circonscription confirment leur choix en donnant 6 591 suffrages au député nationaliste contre 3 366 à son adversaire radical.

### Affaire des fiches

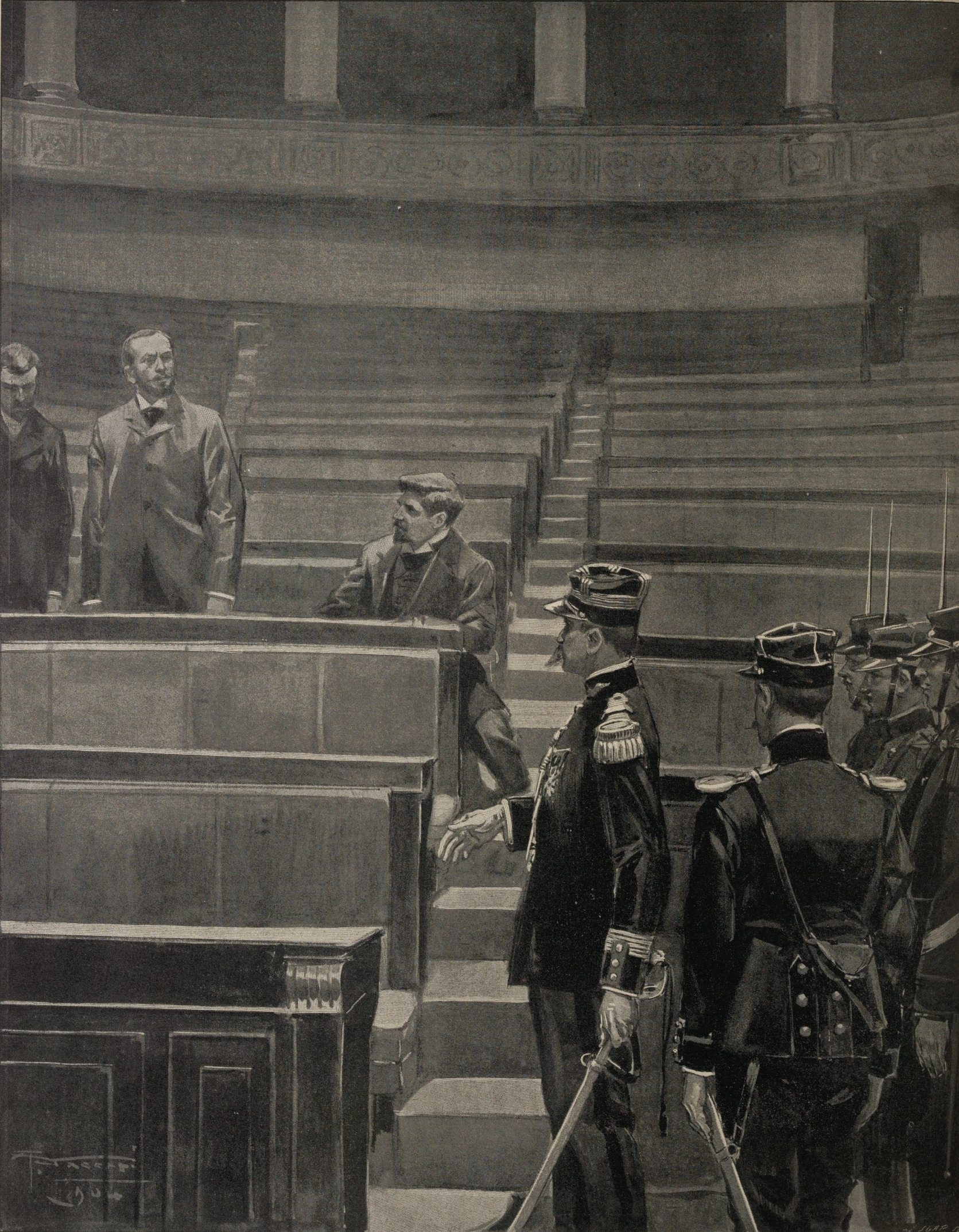
Résistance de Syveton à l'ordre d'évacuation de l’hémicycle donné par le Président de la Chambre Henri Brisson, qui doit faire appel au piquet de garde.

#### Découverte du système des fiches
Fin 1904, Syveton joue un rôle de premier plan dans la révélation du scandale des fiches, une affaire de fichage politique et religieux des officiers par le cabinet du général André et le Grand Orient de France en vue de favoriser l'avancement des républicains et d'entraver la carrière des catholiques.
En août 1904, Jean-Baptiste Bidegain, adjoint du secrétaire-général du Grand Orient Vadecard, vend à l'abbé Gabriel de Bessonies un lot de fiches qu'il a copiées au cours de son travail au secrétariat-général du Grand Orient, après lui avoir révélé leur existence début 1904. Bidegain est en effet « revenu à la foi catholique après un deuil et des déceptions personnelles », ce qui l'aurait poussé à changer de bord. La somme d'argent reçue par Bidegain est incertaine et oscille entre 500 francs et 40 000 francs selon les sources. Il semble que les fonds de la Ligue de la patrie française — sur lesquels Syveton a la main — aient servi à payer Bidegain.
Le 30 septembre 1904, Guyot de Villeneuve rencontre l'abbé et photographie un certain nombre des fiches de Bidegain. Le 10 octobre, il revient consulter en détail le dossier, accompagné de son ami Syveton. Tous deux authentifient l'écriture du capitaine Mollin et décident d'un plan d'action. Le 15 octobre, le dossier des fiches est prudemment mis dans un coffre au Crédit lyonnais, tandis que Guyot de Villeneuve se décide à brusquer la révélation du scandale. Aussi, Guyot de Villeneuve dépose à l'improviste une demande d'interpellation, qui est fixée pour la séance du 28 octobre. Le gouvernement, malgré les précautions qui sont prises, a très vite vent de la manœuvre car il soumet les milieux nationalistes à une surveillance inquiète de la police. Ainsi, le secrétaire de Syveton, informateur des forces de l'ordre, avertit le ministère de l'Intérieur des projets de Guyot de Villeneuve.

#### Agression du général André

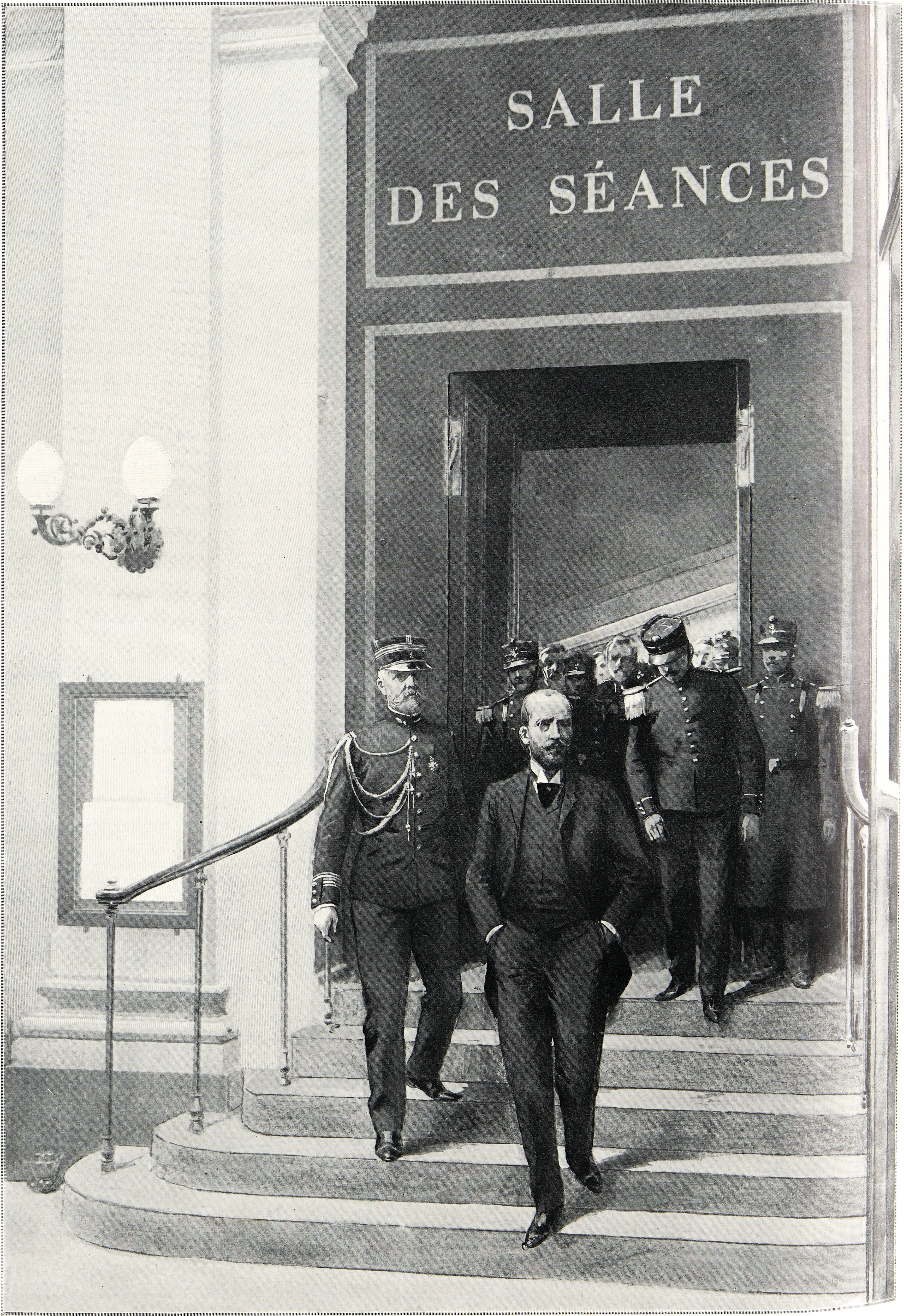
Syveton expulsé de la chambre des députés par le commandant du Palais Bourbon.

Le 28 octobre, Jean Guyot de Villeneuve interpelle le gouvernement à la Chambre et révèle les relations continuelles entre le Grand Orient et le cabinet du ministre de la Guerre. Le 4 novembre 1904, Guyot de Villeneuve revient à la charge, apportant la preuve matérielle de la responsabilité du général André : un document paraphé par lui faisant explicitement référence aux fiches du Grand Orient. Il accuse alors frontalement le ministre de la Guerre d'avoir menti à la Chambre lors de la séance du 28 octobre. Néanmoins, Guyot de Villeneuve ne parvient à faire chuter le gouvernement ; entre le 28 octobre et le 4 novembre, les radicaux et les socialistes ont battu le rappel des députés soutenant le ministère pour conserver au gouvernement une majorité, avec comme ligne de défense la reconnaissance du système de fichage et sa justification comme rempart contre la réaction au sein de l'armée. Un vote sur l'ordre du jour intervient et montre que le crédit du gouvernement s'érode ; la majorité n'est plus que de 2 voix. Parmi les voix de la majorité figurent celles de six députés-ministres. Le général André se défend avec véhémence : « Je sais qu'un certain nombre de mes ennemis ont juré d'avoir ma peau. (Exclamations à droite.) Je résisterai à toutes ces attaques, messieurs, et je resterai à mon poste jusqu'au moment où un vote manifeste de la Chambre m'en aura exclu »,. 
C'est alors que Syveton s'avance vers le banc des ministres et, par deux fois, soufflette vigoureusement le ministre de la Guerre, qui tombe de son pupitre. Ce geste déclenche un tumulte généralisé : des députés de la majorité se jettent sur Syveton, qui se replie vers les gradins de l'extrême droite où il est protégé par ses amis ; parlementaires de droite et de gauche en viennent aux mains et Henri Brisson suspend précipitamment la séance,. À la reprise, Brisson propose la censure avec exclusion temporaire ; cette dernière est votée par la gauche et des membres du centre et de la droite. Le député de Paris refusant de sortir, la séance est à nouveau levée et le piquet de garde, commandé par le lieutenant-colonel Maurice Sarrail, escorte Syveton hors du Palais Bourbon,.  

Le gouvernement Combes est sauvé in extremis par cet incident de séance ; en effet, la gifle de Syveton rebat les cartes : la délégation des gauches — organe directeur de la coalition du Bloc des gauches — propose un ordre du jour qui ressoude temporairement la majorité républicaine, rassemblant 297 voix contre 221 pour l'opposition et une soixantaine d’abstentions, soit une majorité de 20 voix. 

Cartes postales contemporaines de l'affaire des fiches
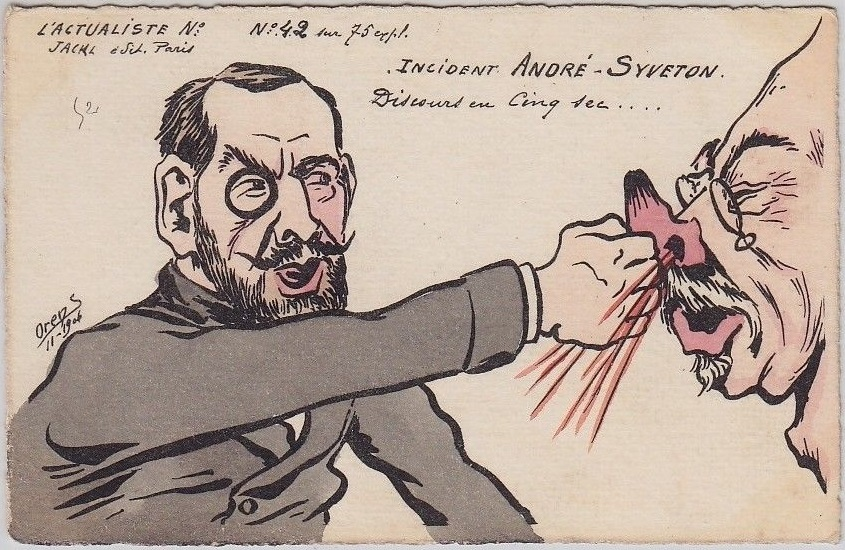
Incident André-Syveton, discours en cinq secondes, caricature d'Orens Denizard.
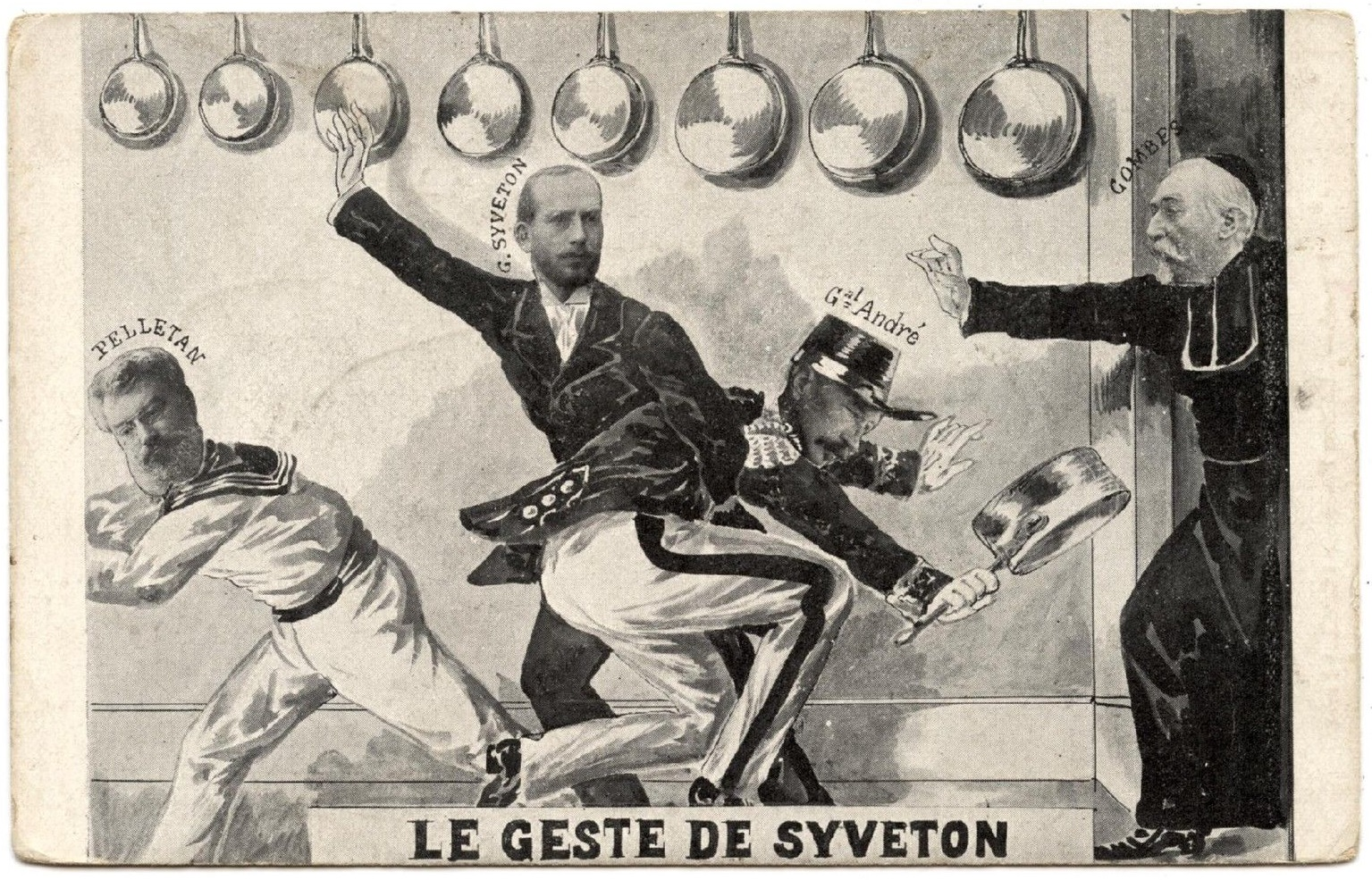
Le geste de Syveton, photomontage où figurent le général André, Camille Pelletan et Émile Combes, devant une batterie de casseroles (terme d'argot pour « délateur »[24]).
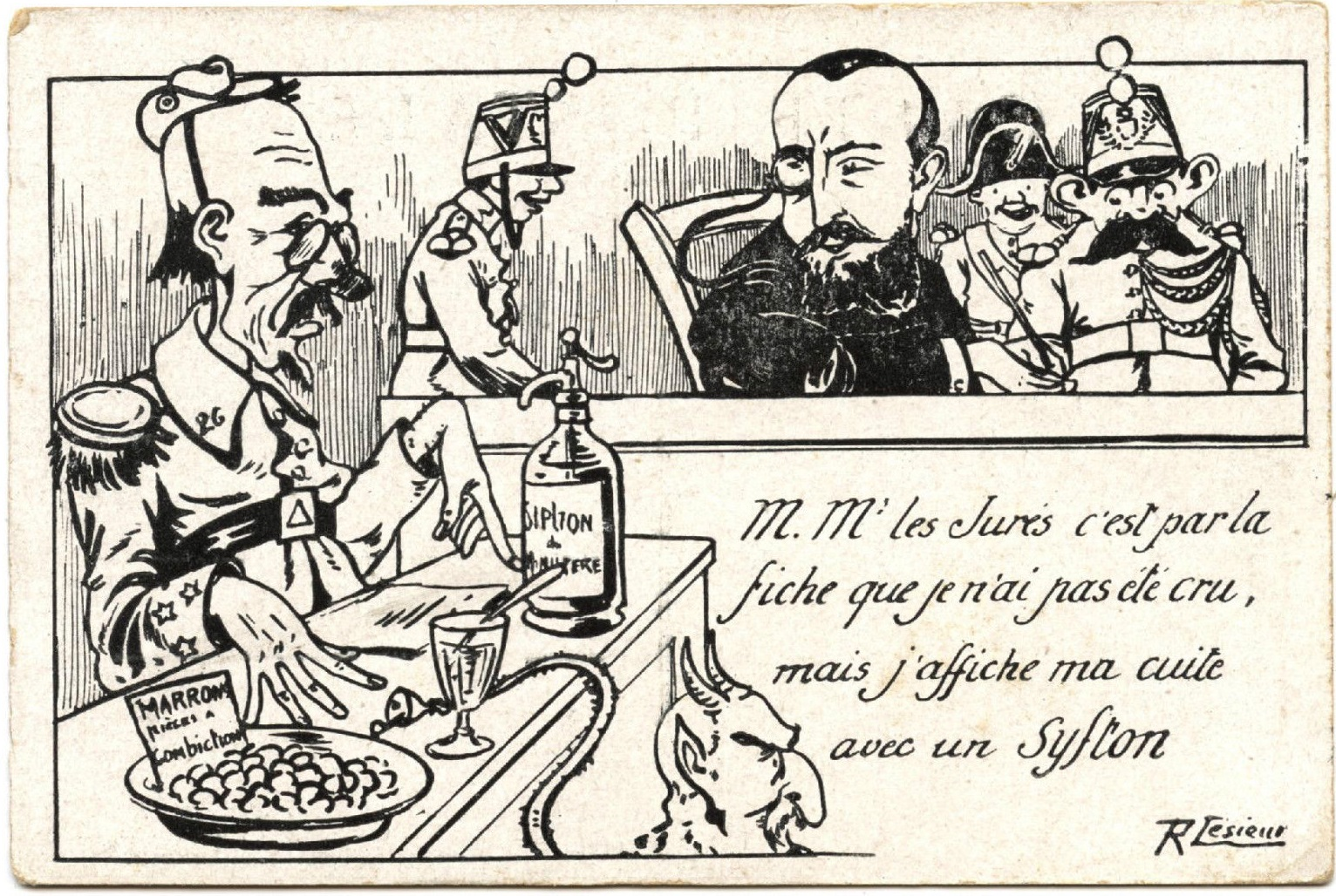
Louis André brocardé en alcoolique, caricature anticipée du procès de Syveton.

#### Conséquences du geste

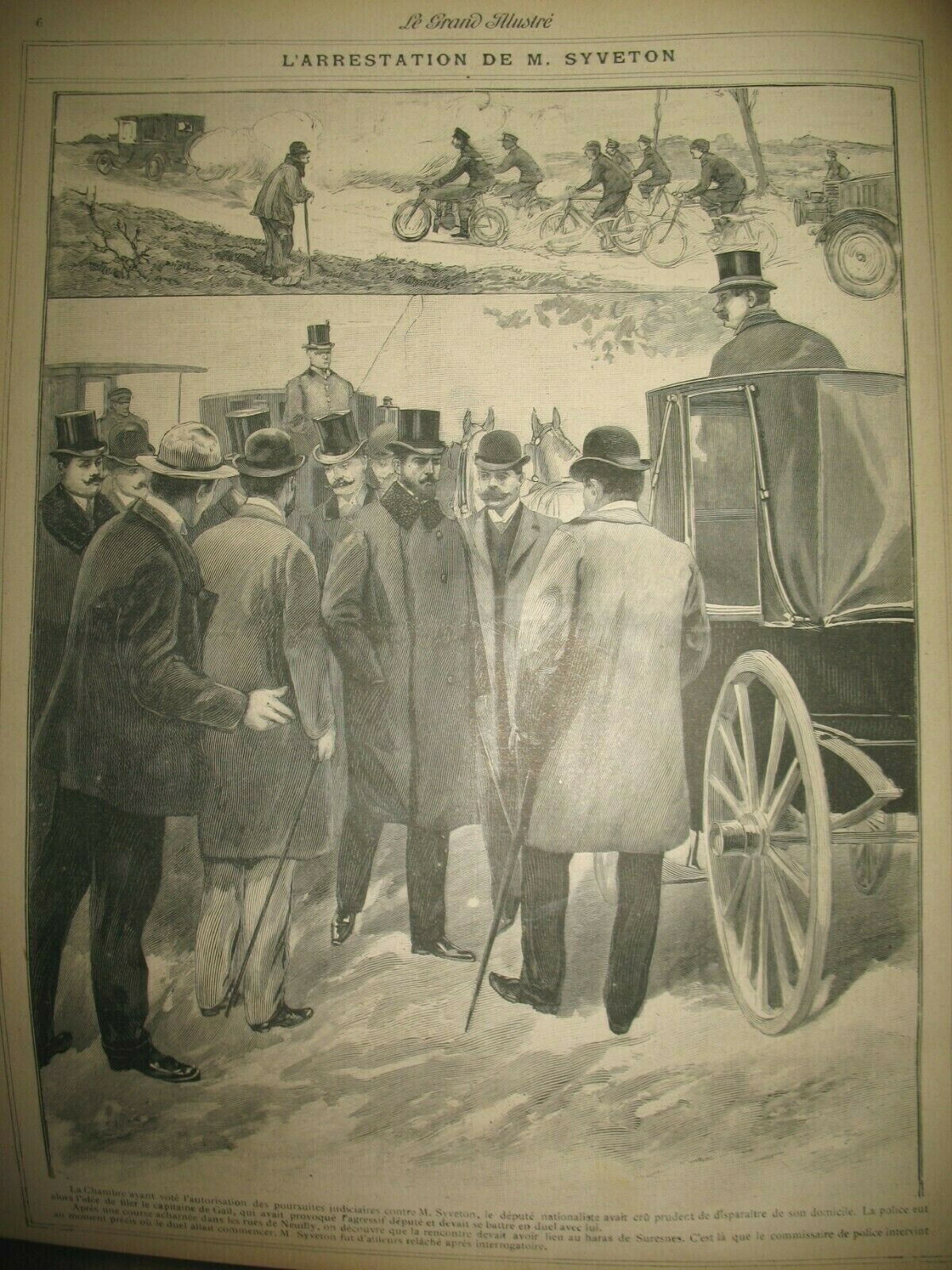
Arrestation de Gabriel Syveton le 10 novembre 1904 (Le Grand Illustré, supplément d'actualités du Petit Comtois, 20 novembre 1904).

Au sein même de l'opposition, les jugements sont partagés : si Paul Déroulède le félicite « d’avoir souffleté tout un régime » et Maurice Barrès le congratule « d’avoir accompli un de ces actes qui, bien plus qu’aucun discours, agissent sur l’âme des partis », d'autres regrettent que cette gifle ait ressoudé temporairement le Bloc des gauches.   
À la suite de l'incident du 4 novembre, Gabriel Syveton est poursuivi pour ses violences sur le ministre de la Guerre ; ses amis, désireux de faire de son procès une tribune contre le gouvernement, votent le 5 novembre avec la majorité des députés en faveur de la levée de son immunité parlementaire,.  
Le même jour, il reçoit une lettre du capitaine Jean de Gail, du 11e régiment de cuirassiers, où il est flétri dans les termes suivants : « Il n'est pas un [des] officiers [de l'armée de la République] qui n'ait le droit de vous demander raison d'avoir aussi lâchement frappé son chef sans  défense. [...] [J]'espère que vous saurez relever comme il convient la plus sincère expression de  mépris que je puisse vous adresser d'ici ». Syveton lui demande réparation par les armes. Au matin du 10 novembre 1904, alors que le député nationaliste arrive au haras de Suresnes pour s'y battre en duel contre de Gail, il est arrêté par la police et conduit devant le juge d'instruction. Sur les instances du député Maurice Berteaux — un des témoins du capitaine de Gail et le futur successeur du général André au ministère de la Guerre —, Syveton est remis en liberté le jour même et le duel au pistolet peut avoir lieu le 12 novembre. Les deux témoins de Syveton sont les députés Guyot de Villeneuve et le Jules-Albert de Dion ; deux balles sont échangées, sans qu'aucun des deux adversaires ne soit atteint.
Syveton ayant reconnu avoir prémédité son agression, il est renvoyé devant la Cour d'assises. Pour Joseph Reinach, « c’était pour lui la certitude d’un procès retentissant, la probabilité d’un acquittement triomphal ou d’une condamnation légère ». D'après George Bonnamour, dès que Syveton apprend la nouvelle, « sa joie éclate », car il escompte que ce procès ne sera pas le sien, mais celui d’André. Dans son plaidoyer, rédigé à l'avance, le député nationaliste écrit : « J’ai outragé, j’ai souffleté un ministre de la Guerre… Je l’ai souffleté, non par derrière, mais par sa face, non pas pour le blesser matériellement, mais pour l’outrager, non pas pour satisfaire une animosité personnelle, mais pour venger l’armée livrée et la patrie trahie ».

### Suspicions relatives au décès

#### Début de l'affaire Syveton

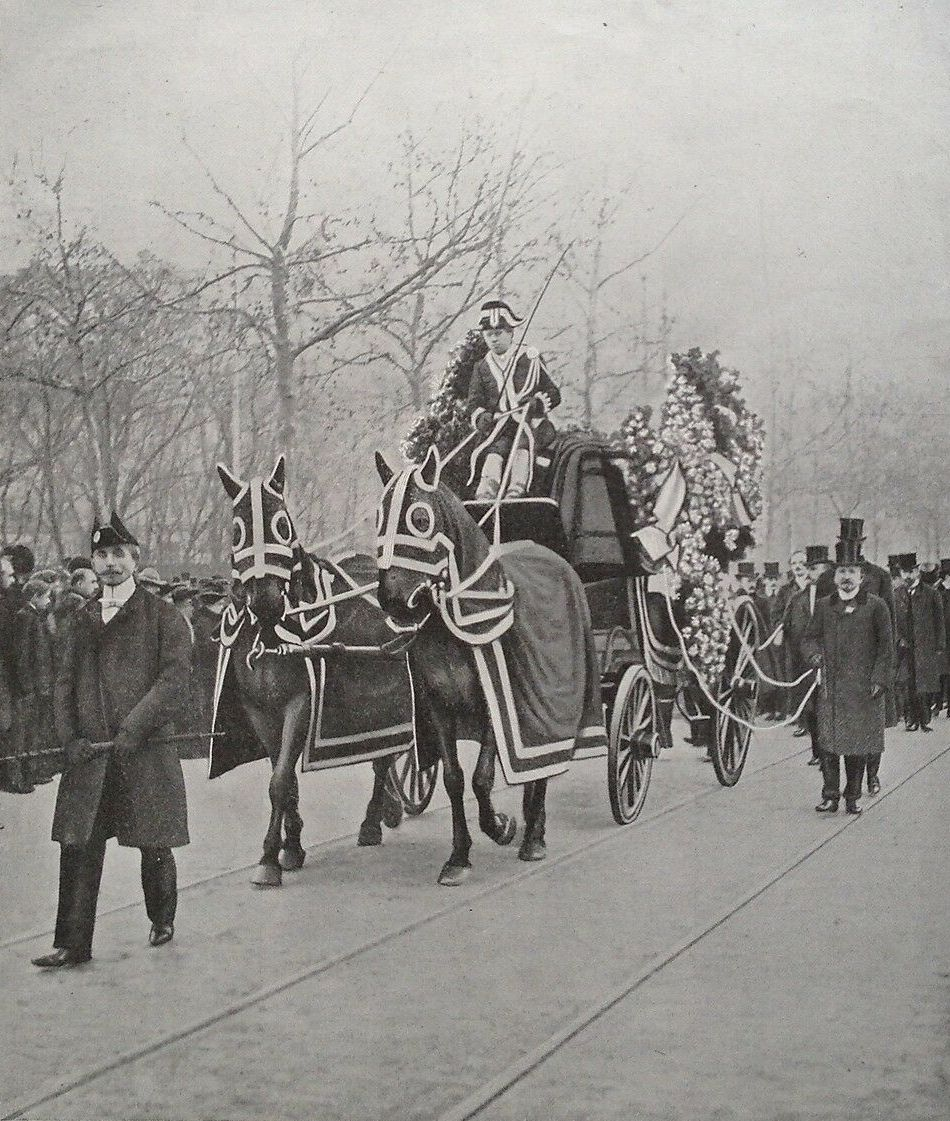
Cortège funèbre lors des obsèques de Syveton, photographie publiée dans La Vie illustrée.

Le 8 décembre 1904, la veille de son procès devant la Cour d'assises de la Seine, le député nationaliste est retrouvé mort dans son cabinet de travail, au 20 bis avenue de Neuilly à Neuilly. Il est découvert à 15 heures par son épouse, la tête dans la cheminée, recouverte d'un journal, et à proximité du tuyau d'un radiateur à gaz,. Le soir même, les journaux consacrent leurs gros titres à cette « mort mystérieuse ». Les conclusions médicales sont formelles : il s'agit d'une intoxication au monoxyde de carbone, comme Émile Zola — autre protagoniste de l'affaire Dreyfus — et sa femme un an auparavant. 
Immédiatement, accusations et rumeurs fusent dans la presse. La mésentente du ménage Syveton et la considérable police d'assurance du mari semblent à certains être un mobile de meurtre pour sa femme. Les nationalistes, François Coppée et André Baron en tête, dénoncent un assassinat, commandité pour l'un par la police du gouvernement Combes et pour l'autre par la franc-maçonnerie,. Léon Daudet suggère que Syveton a été drogué puis disposé dans cette position pour faire croire à un suicide. Quant à Jules Lemaître, il souligne que Syveton attendait impatiemment le moment du procès, dont il espérait tirer un avantage politique, ce qui rend le suicide improbable. En réponse, Le Temps accuse les amis de Syveton de « lancer de graves accusations à la légère ».

#### Conclusions de l'enquête

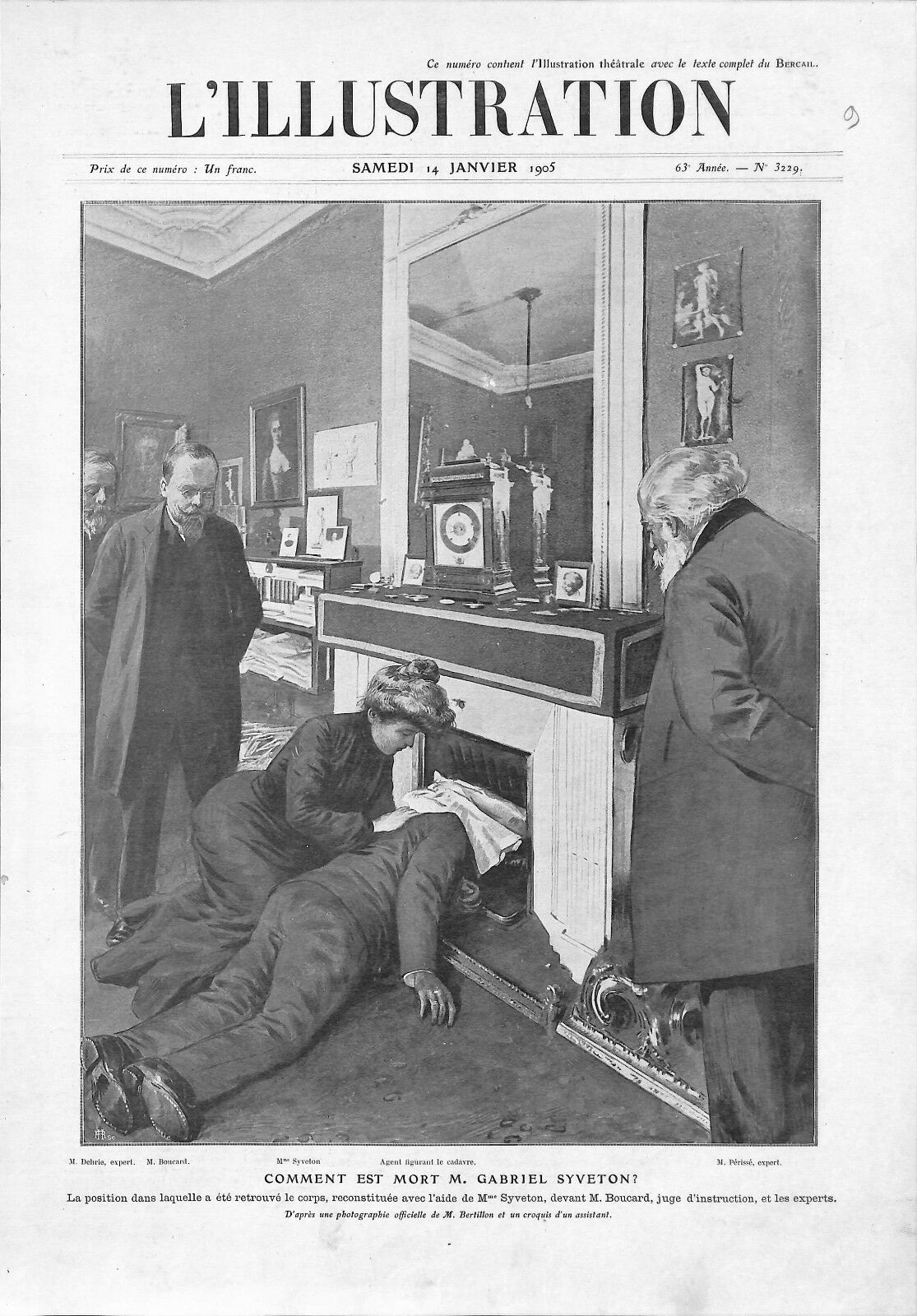
Reconstitution de la mort de Gabriel Syveton (L'Illustration, 15 janvier 1905).

Les révélations se succèdent à mesure que l'enquête progresse. Syveton ayant toujours réparti les fonds de la Ligue de la patrie française à sa guise et géré la trésorerie sans supervision, les enquêteurs s'efforcent de retrouver le livre de comptes de la Ligue — qui n'était pas dans les affaires du député. Ils arrivent finalement à le localiser à Anvers, mais ces registres sont sous la juridiction de la justice belge. Le 18 décembre, Mme Syveton restitue à Jules Lemaître 98 000 francs, dont elle affirme qu'ils ont été dérobés par son mari des fonds électoraux de la Ligue, en 1902. Faisant fond sur ce témoignage, la police accuse alors Syveton d'avoir détourné cet argent,, mais sans parvenir à prouver que cette somme était destinée à son profit personnel : ces fonds pouvaient avoir servi à financer les activités des nationalistes et des alliés politiques de Syveton sans qu'une comptabilité précise en ait été conservée. 

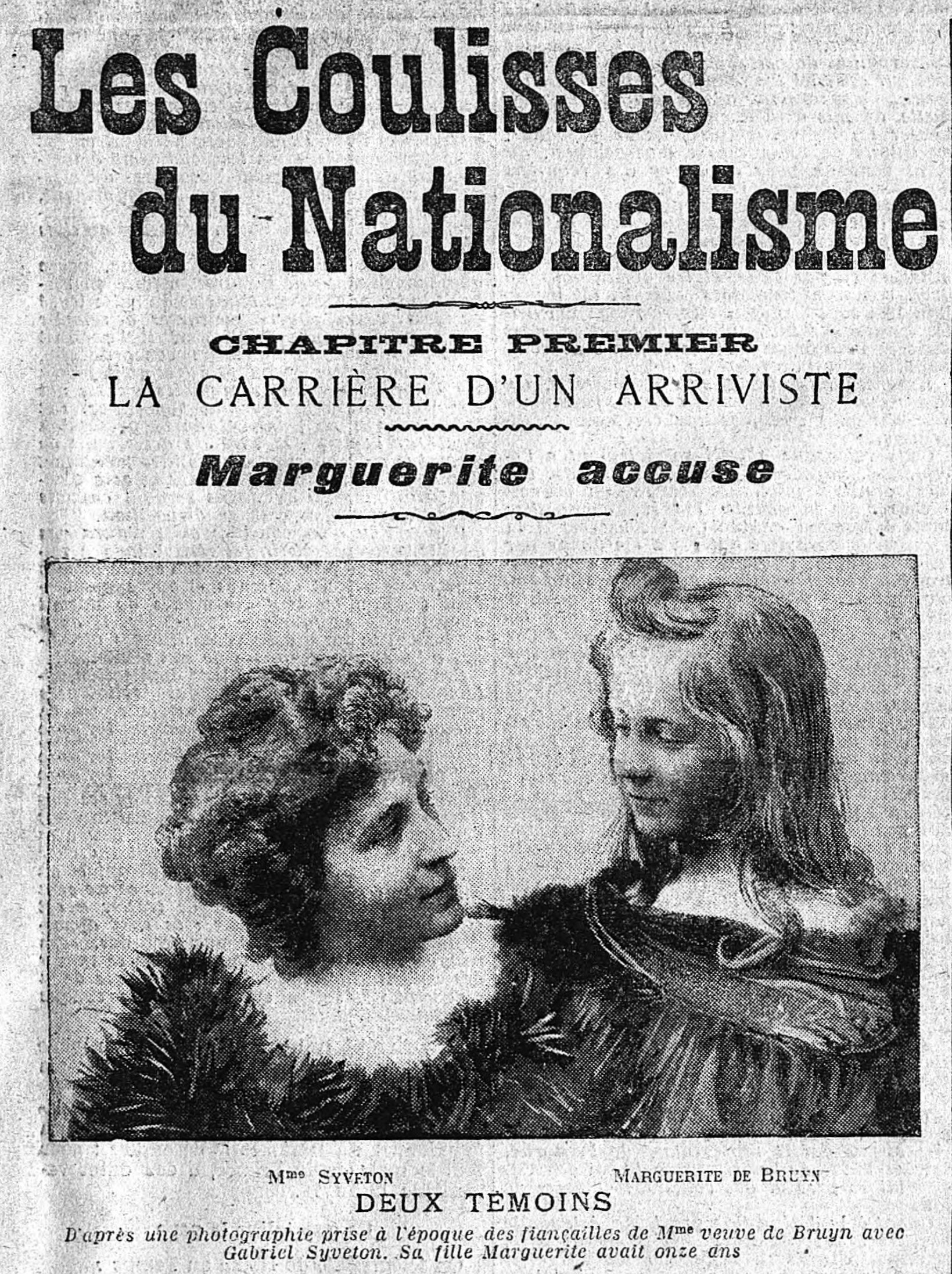
Photographie de Mme Syveton et sa fille Marguerite de Bruyn du temps de sa jeunesse.
Le 21 décembre 1904, Marguerite (devenue Mme Ménard) témoigne devant le juge d'instruction Henri Boucard avoir été abusée sexuellement à plusieurs reprises durant son enfance par son beau-père Gabriel Syveton (Le Matin, 2 décembre 1906).

Dans les jours qui suivent la mort de Syveton, certaines indiscrétions — dont l'historien Michel Winock suggère qu'elles pourraient provenir d'ennemis politiques de la Ligue — révèlent que le député est soupçonné d'avoir « abusé » de sa belle-fille — issue d'un premier mariage de son épouse —, Marguerite Ménard, elle-même aux prises avec un mariage malheureux,,. Ces informations sont confirmées par le témoignage de la mère et la fille devant le juge ; Mme Syveton avoue avoir découvert ces agissements le 6 décembre et avoir ordonné à son mari de « disparaître ». Finalement, la justice conclut au suicide, alléguant que Syveton était menacé de révélations sur son probable détournement de fonds et sa possible affaire de mœurs. Ainsi, Syveton aurait pu se donner la mort par crainte que ces affaires ne soient dévoilées au cours du procès prévu le 9 décembre 1904.

Iconographie publiée dans L'Illustration
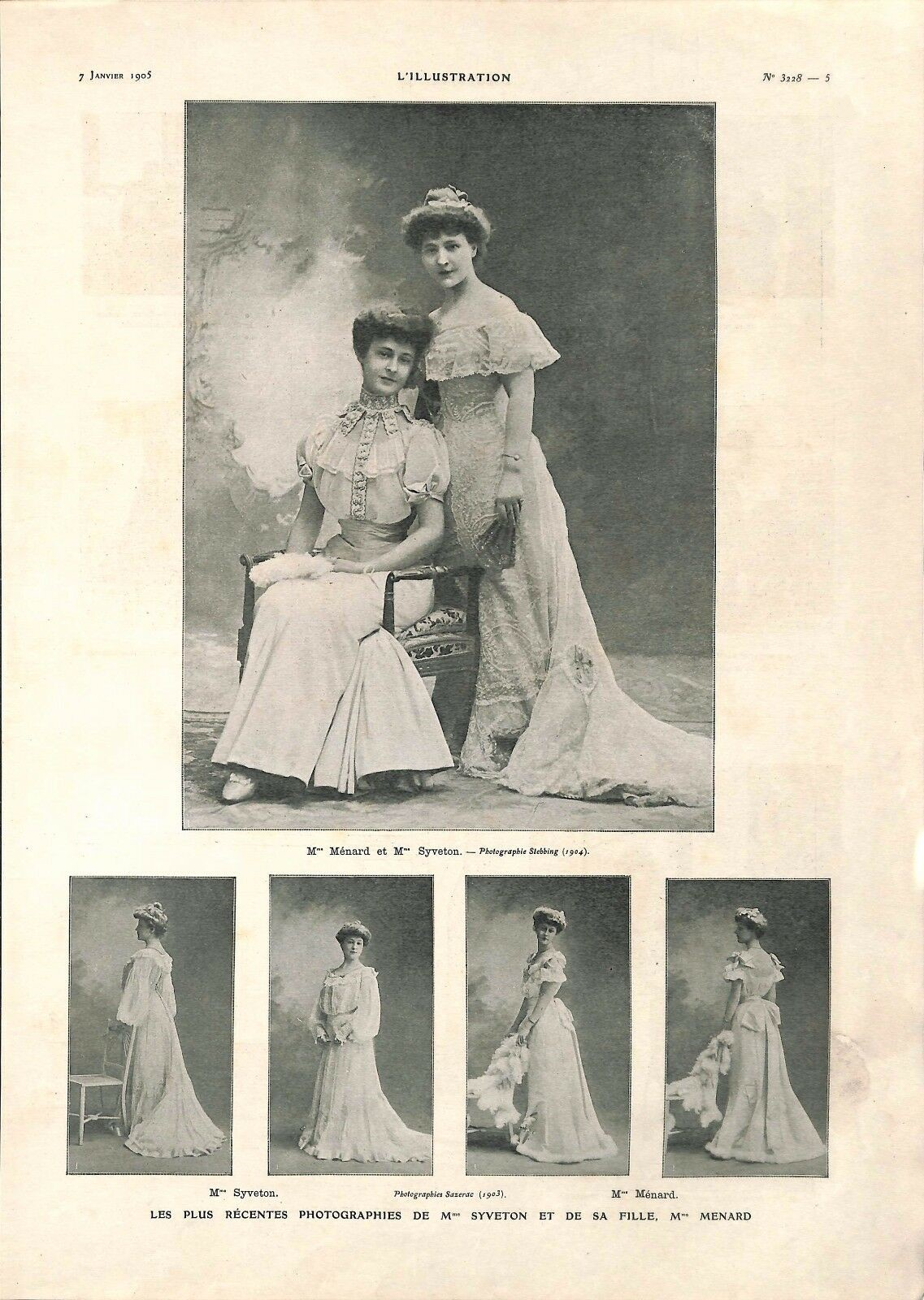
Mme Syveton et sa fille, Marguerite Ménard.
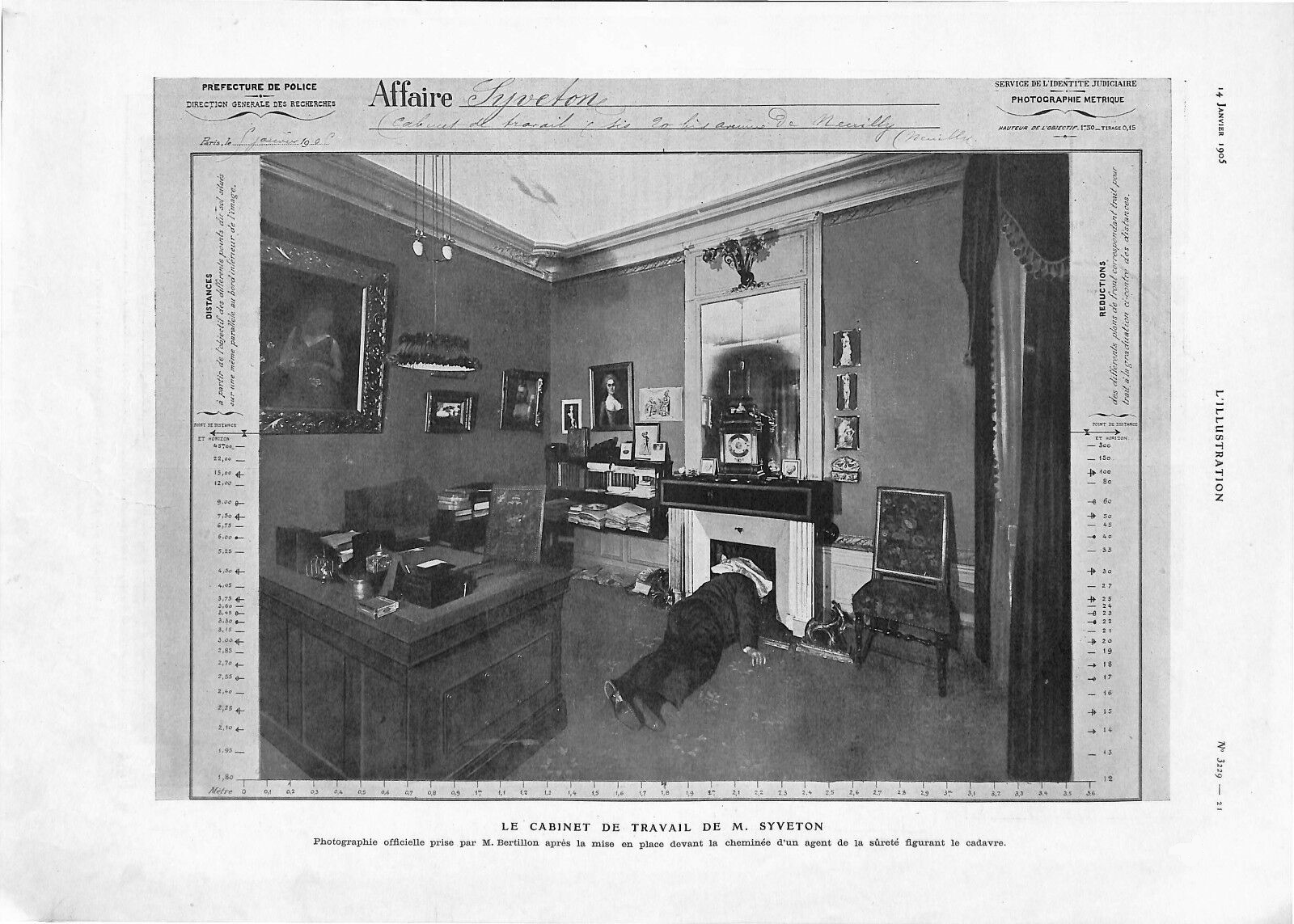
Reconstitution de la mort de Gabriel Syveton.
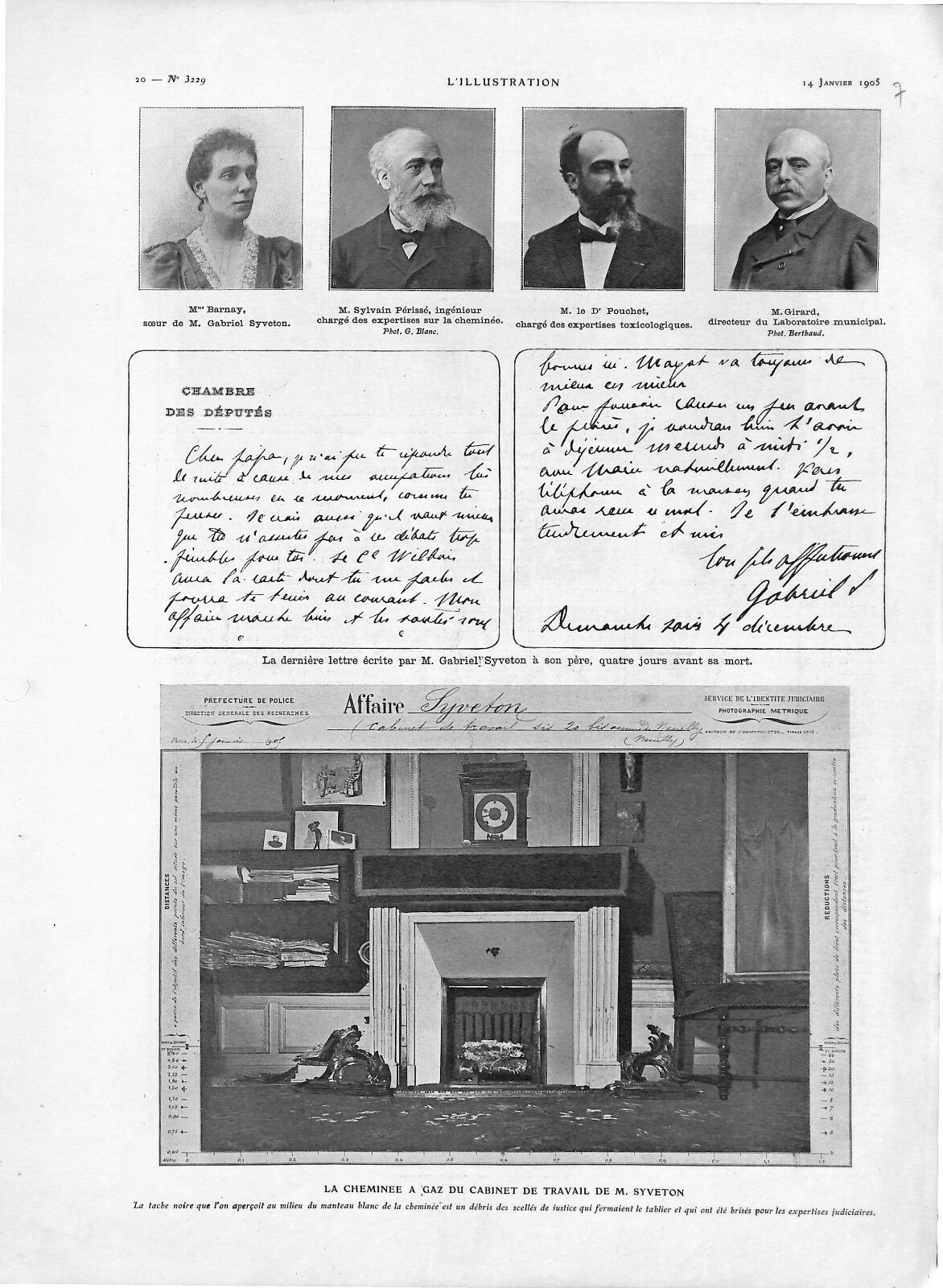
Personnes et documents liés à l'enquête.

#### Poursuite des supputations

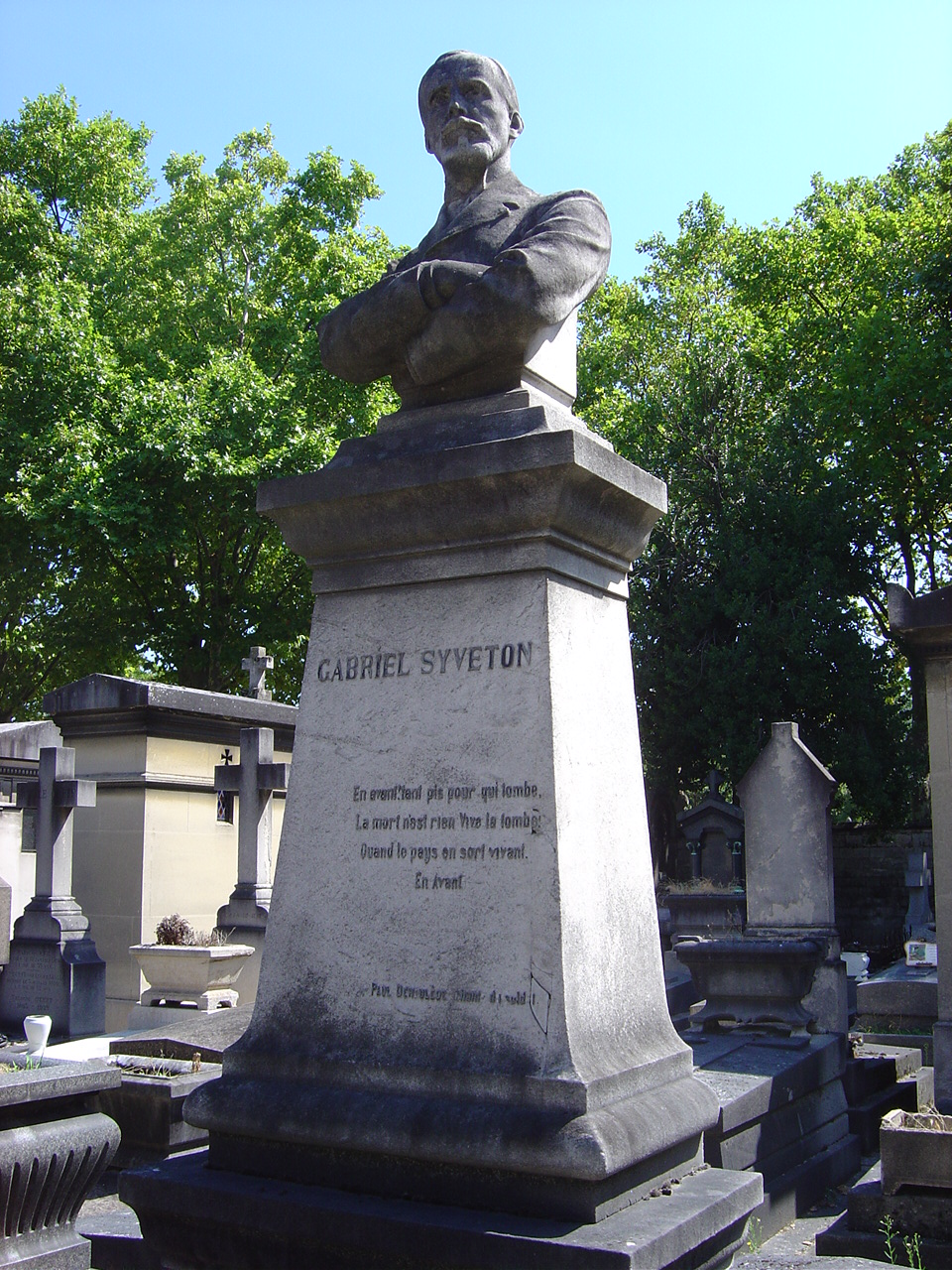
Tombe de Gabriel Syveton au cimetière du Montparnasse (division 25). Un poème de Paul Déroulède figure sur son monument funéraire.

Le verdict relance la polémique ; dans L'Humanité, Jean Jaurès s'insurge que l'enquête n'ait pas cherché à déterminer la responsabilité de l'entourage de Syveton dans son suicide ; il apporte son soutien à l'hypothèse du suicide forcé, accusant Mme Syveton de l'avoir prévu et causé,. Maurice Barrès, adoptant la conclusion des enquêteurs, écrit : « Syveton était fier, et il gardait par suite de son éducation le sens de l’honneur. Abandonné par sa  femme, sali par sa belle-fille et par le haineux  Ménard que conseillait un policier, il a préféré disparaître ». Léon Daudet, Louis Dausset et Boni de Castellane — ancien secrétaire de Syveton — abondent dans ce sens et accusent le gouvernement d'être derrière les pressions morales qui ont mené le député au suicide. Michel Winock ajoute du crédit à ces accusations en soulignant que les services de la Sûreté générale étaient au fait des secrets de Syveton ; son propre secrétaire émargeait en tant qu'informateur de la police.

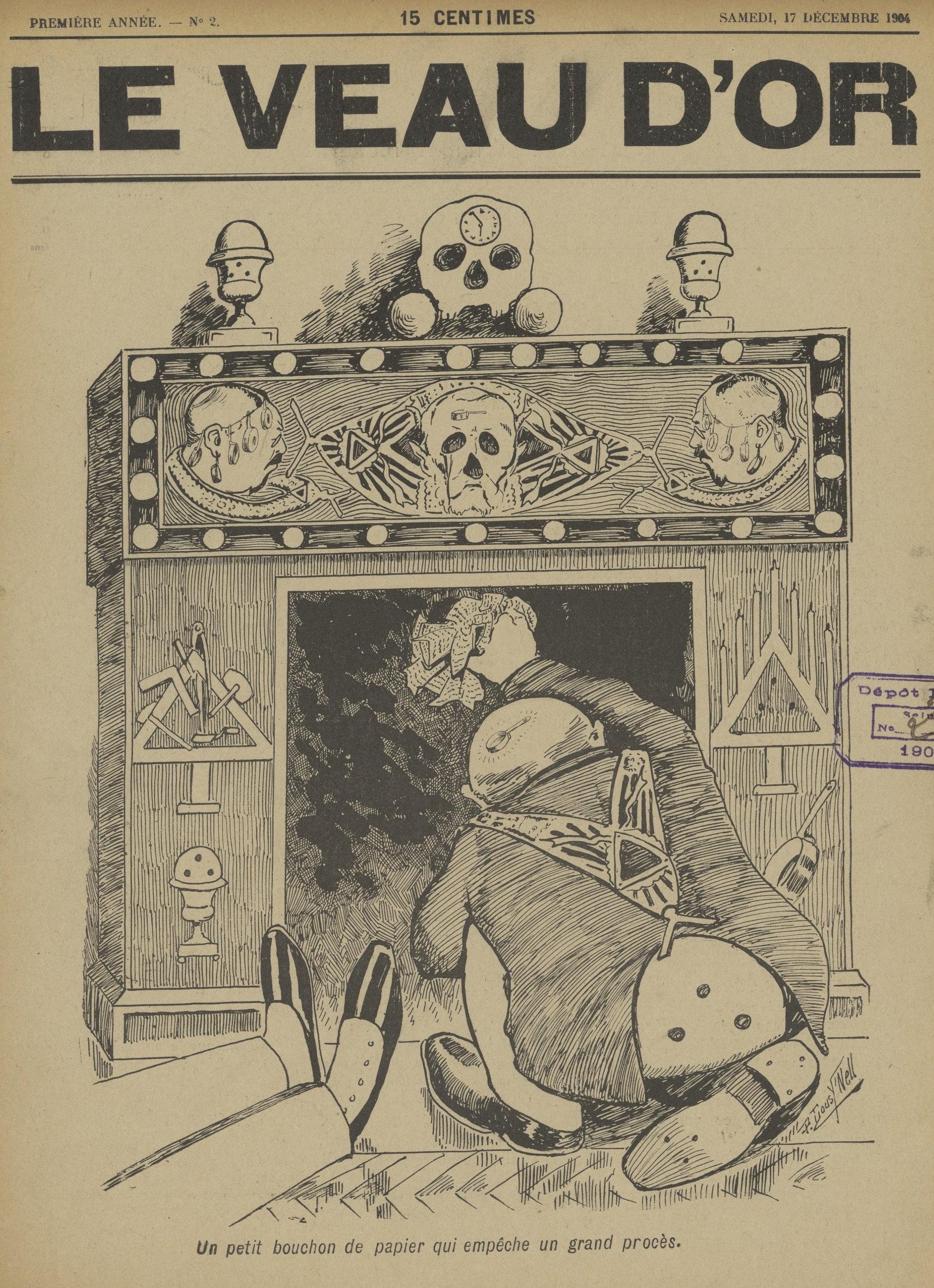
Caricature antimaçonnique du journal anti-combiste Le Veau d'or, accusant le Grand Orient de France d'être responsable de la mort de Syveton (17 décembre 1904).

Ainsi, la mort de Syveton inspire durant plusieurs dizaines d'années articles et ouvrages. Par exemple, dans sa chronique du 15 janvier 1905, Rubén Darío voit en Syveton un personnage de tragédie et le compare à Phèdre. Henry Ferrette, sous le pseudonyme du « député Hicks », publie Ces dames, psychologie et pathologie sexuelle de l'Affaire Syveton (référence à Ces dames, roman à succès d'Auguste Vermorel) où il rassemble les témoignages des amis du député ; il y conjecture qu'un agent de Combes, surnommé « Taraudier », a obtenu de l'épouse de Syveton qu'elle le trahisse et le pousse à prendre la fuite en le menaçant de faire éclater un scandale de mœurs ; devant l'échec de cette manœuvre, Syveton aurait été drogué et asphyxié. Dans Journal d'un casserôlé, Gyp met en scène le colonel Mézeray, double fictif de Syveton, dans un roman à clef où le personnage principal est harcelé par sa belle-fille nymphomane, accusé par sa femme de viol ainsi que du vol des fonds de la Ligue nationale ; Stanislas Mézeray meurt finalement empoisonné. Mermeix, quant à lui, écrit en 1924 un ouvrage où il examine les différentes thèses et s'arrête plus particulièrement sur celle qui veut que l'entourage de Syveton ait été manipulé de l’extérieur pour provoquer un drame familial, hypothèse qui s'appuie notamment sur la déclaration suivante de Mme Syveton : « J'ai aujourd'hui la certitude que j'ai obéi à une suggestion [...], cherchez qui avait intérêt à déclencher ma colère jalouse la veille du procès ». Au moment de l'affaire Stavisky, la presse d'extrême-droite rappelle les circonstances de la mort de Syveton et les attribue — en écho à l'actualité — à une manœuvre de police politique.
En 1989, l'historien François Vindé avance : « le mystère de sa mort ne sera jamais éclairci, même si avec le temps la thèse du suicide a perdu en vraisemblance. Deux témoignages sont en effet venus, après coup, donner des arguments nouveaux aux tenants de l'assassinat ». Le premier est celui de François Maurice, franc-maçon et ancien agent de la Sûreté : le 9 octobre 1919, peu avant de mourir, il affirme avoir été payé 10 000 francs pour s'introduire chez Syveton, le tuer et récupérer les fiches du Grand Orient de France,. Ce témoignage, rédigé par Maurice, est recueilli à Hanovre par Jacques Crépet, alors attaché civil à la Mission militaire française de recherche des disparus à Berlin. Crépet fait parvenir le document au général commandant la Mission mais l'officier supérieur, guère convaincu par les déclarations de Maurice, renvoie le courrier à son subordonné. Celui-ci prend ultérieurement l'initiative, dans le contexte de l'affaire Prince, de faire publier la déclaration de Maurice dans l'hebdomadaire maurrassien Candide, le 4 avril 1934. Le second témoignage est celui d'une religieuse de l'Immaculée-Conception d'Auteuil — obtenu par George Bonnamour en 1908 — qui se voit interdite par sa hiérarchie de témoigner publiquement car elle est « tenue au secret professionnel » ; Bonnamour le livrera dans un manuscrit déposé à la Bibliothèque nationale de France en 1951.
L'historien Pierre Chevallier admet sa perplexité devant les déclarations du franc-maçon François Maurice, dit « Lulu », condamné pour vol en France, réfugié en Allemagne après avoir « vendu » un agent de renseignement français durant la Première Guerre mondiale, puis incarcéré par les Allemands eux-mêmes pour avoir tenté de « manger à tous les râteliers ». À supposer que le témoignage de Maurice soit exact, Pierre Chevallier estime que « Lulu » n'aurait pu s'introduire sans complicité interne dans l'appartement de Syveton pour desceller la cheminée de cuivre afin que le député finisse par périr asphyxié. De la sorte, l'assassinat n'aurait « pu être le fait que de personnages peu nombreux agissant, et pour cause, sans mandat aucun de l'Ordre », contrairement aux allégations relatives à un « crime maçonnique ».

#### Répercussions sur le mouvement nationaliste
La mort de Syveton et ses circonstances désorganisent l'offensive nationaliste contre la franc-maçonnerie, menée depuis la révélation du système des fiches ; en province, par exemple dans le département du Nord, leurs protestations politiques perdent en vigueur. 
La Ligue de la patrie française ne se remettra pas de sa mort et de la démission de Jules Lemaître ; Louis Dausset en accepte de mauvaise grâce la présidence par intérim. En 1908, l'influence de la Ligue a fortement décru : le Mercure de France remarque que seuls des hommes âgés assistent au service commémoratif de la mort de Syveton.

## Publications
Comme auteur :
- L'esprit militaire, discours prononcé le 26 juillet 1889 à la distribution des prix du lycée d'Aix, Saint-Étienne, Théolier, 1889.
- Une cour et un aventurier au XVIIIe siècle : le baron de Ripperda, Paris, Éditeur Ernest Leroux, 1896.
- L'évolution de M. Anatole France : De l'ironie conservatrice au mysticisme révolutionnaire, Paris, Éditions du Correspondant, 1899.
- L'université et la nation, plaidoyer prononcé devant le Conseil académique de Paris le 18 juillet 1899, Paris, La Patrie française, 1899.
- Louis XIV et Charles XII au camp d'Altrandstadt : 1707, la mission du baron de Besenval d'après des documents inédits tirés des archives du ministère des affaires étrangères de France, préface d'Albert de Broglie, Paris, Éditeur Ernest Leroux, 1900, prix Thérouanne.
- « Introduction », Voltaire, Histoire de Charles XII, roi de Suède, Paris, V. Lecoffre, 1900.

Comme traducteur :
- Konstantínos Christomános, Élisabeth de Bavière, impératrice d'Autriche. Pages de journal, impressions, conversations et souvenirs, préface de Maurice Barrès, Paris, Mercure de France, 1900.

### Publications sur l'affaire Syveton

#### Articles de presse d'époque
- « Un grave incident à la Chambre des députés - la bagarre dans l'hémicycle après l'agression de M. Syveton contre le général André », L'Illustration, no 3220,‎ 12 novembre 1904, gravures de Sabattier.
- « Les obsèques de M. Gabriel Syveton », La Vie illustrée, no 322,‎ 16 décembre 1904.
- « Mort de M. Syveton », L'Illustration, no 3226,‎ 24 décembre 1904.
- « La mort de M. Syveton », Le Petit Journal, no 738,‎ 8 janvier 1905, supplément illustré.
- « Comment est mort M. Gabriel Syveton ? », L'Illustration, no 3229,‎ 14 janvier 1905, illustré de la photo officielle du cadavre dans le cabinet, prise par Bertillon, et de la dernière lettre de Syveton écrite à son père.

#### Ouvrages contemporains de l'affaire
- La Vérité sur la mort de Gabriel Syveton : curieuses révélations, découverte de son testament, ses dernières volontés, Paris, Léon Hayard, 1904.
- Député Hicks (pseudonyme d'Henry Ferrette), Ces dames : psychologie et pathologie sexuelle de l'Affaire Syveton, Paris, F. Marion, sans date (1905 ?).
- Fernand Hauser, Un mystère historique : L’affaire Syveton, Paris, Libraire universelle, 1905.
- J. Levenge, Gabriel Syveton et la sûreté générale : Un traître contre un héros, Paris, Gibert, 1905.
- Gyp, Journal d'un casserôlé, Juven, 1905, 339 p..
- Député Hicks (pseudonyme d'Henry Ferrette) et André Gaucher, Les Coulisses du bloc : ces dames, Paris, Société nouvelle d'éditions parisiennes, 1907.
- George Bonnamour, Gabriel Syveton (1864-1904) : avec un portrait et un autographe, Neuilly-sur-Seine, Chez l'auteur, 1907, 291 p..

#### Documents postérieurs
- « La Maçonnerie tue Syveton, qui allait la tuer », La Vieille-France, no 115,‎ 3 avril 1919.
- Mermeix, La Mort de Syveton, Paris, Fayard, 1924 (lire en ligne). Réédition : Paris, Fasquelle, 1930.
- « La mort de Syveton », Le Crapouillot,‎ mars 1933, numéro spécial «  Les morts mystérieuses ».
- Jacques Crépet, « Comment j'ai tué Syveton », Candide,‎ 6 avril 1934.
- Léon Daudet, La Police politique : Ses moyens et ses crimes, Paris, Denoël et Steele, 1934.
- George Bonnamour, Comment est mort Gabriel Syveton,  8 décembre 1904, manuscrit, 1951, dépôt de l'auteur à la Bibliothèque nationale de France, cote : ms. NAF 13798.